# محيط حيوي

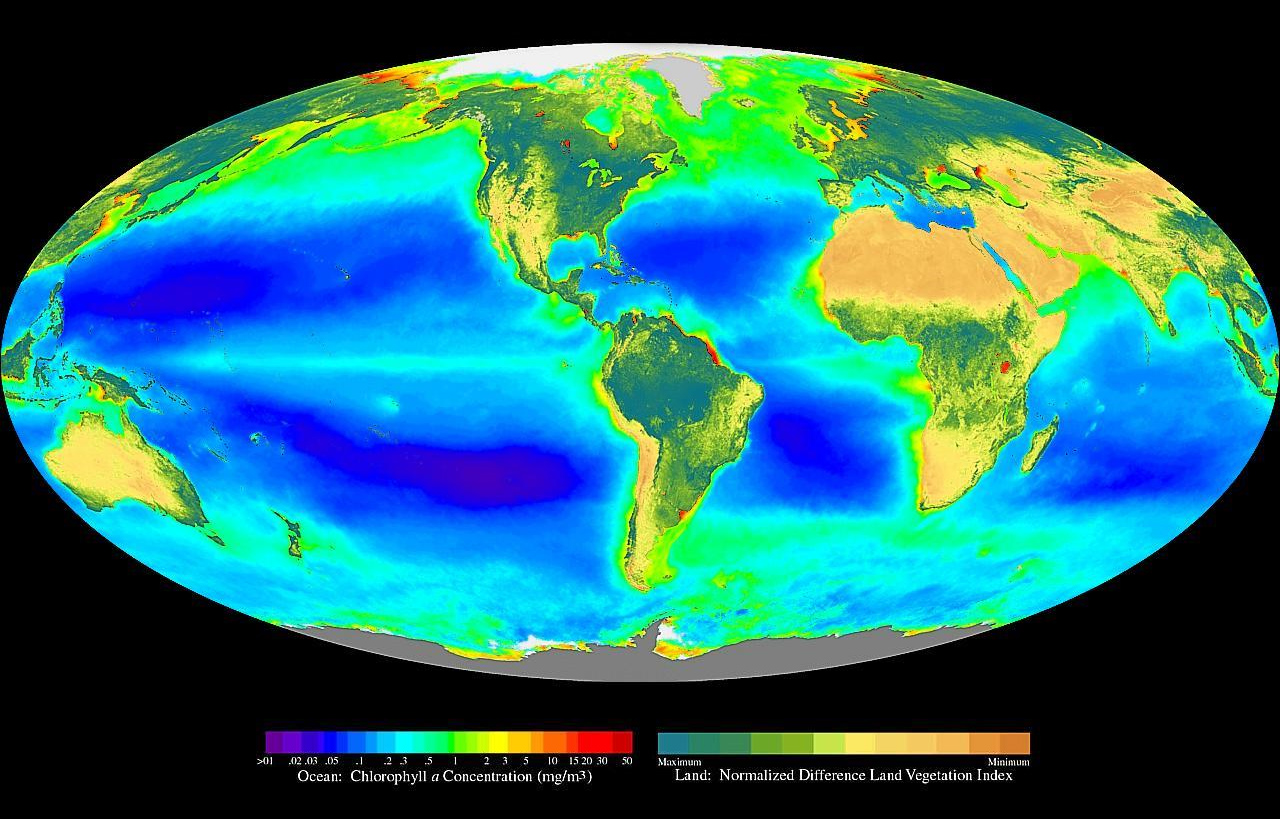
A كاذبة اللون مركب من الوفرة الضوئية المحيطية والأرضية العالمية، من سبتمبر 2001 إلى أغسطس 2017. المقدمة من قبل سيويفس المشروع، ناسامركز غودارد لرحلات الفضاء وأوربيماج

المحيط الحيوي أو المجال الحيوي أو الغلاف الحيوي أو بايوسفير هو مجموع جميع أنحاء العالم النظم البيئية. ويمكن أيضا أن يطلق عليه منطقة حياة على الأرض. المحيط الحيوي هو تقريبا نظام مغلق فيما يتعلق بالموضوع، مع الحد الأدنى من المدخلات والمخرجات. وفيما يتعلق الطاقة، وهو نظام مفتوح، مع التمثيل الضوئي التقاط الطاقة الشمسية بمعدل حوالي 130 تيراواط سنويا. ومع ذلك فهو نظام ذاتي التنظيم قريب من التوازن النشط. من قبل الأكثر عمومية الفيزيولوجيا الحيوية تعريف، المحيط الحيوي هو العالمي البيئية نظام دمج جميع الكائنات الحية وعلاقاتهم، بما في ذلك تفاعلهم مع عناصر الغلاف الصخري، الغلاف الجليدي، الغلاف المائي، والغلاف الجوي. يفترض المحيط الحيوي أن يكون تطورت، بدءا من عملية بيوبويسيس (الحياة التي أُنْشِئَت بشكل طبيعي من المواد غير الحية، مثل المركبات العضوية البسيطة) أو بيوجينيسيس (الحياة التي أُنْشِئَت من المادة الحية)، على الأقل بعض 3.5 قبل مليار سنة.
بمعنى عام، المحيط الحيوي هو أي أنظمة مغلقة ذاتية التنظيم تحتوي على أنظمة بيئية تدعم الحياة باي شكل. وهذا يشمل المحيط الحيوي الاصطناعي مثل بيوسفير 2 والسير-3، ويحتمل أن تكون على كواكب أو أقمار أخرى.

## أصل واستخدام المصطلح

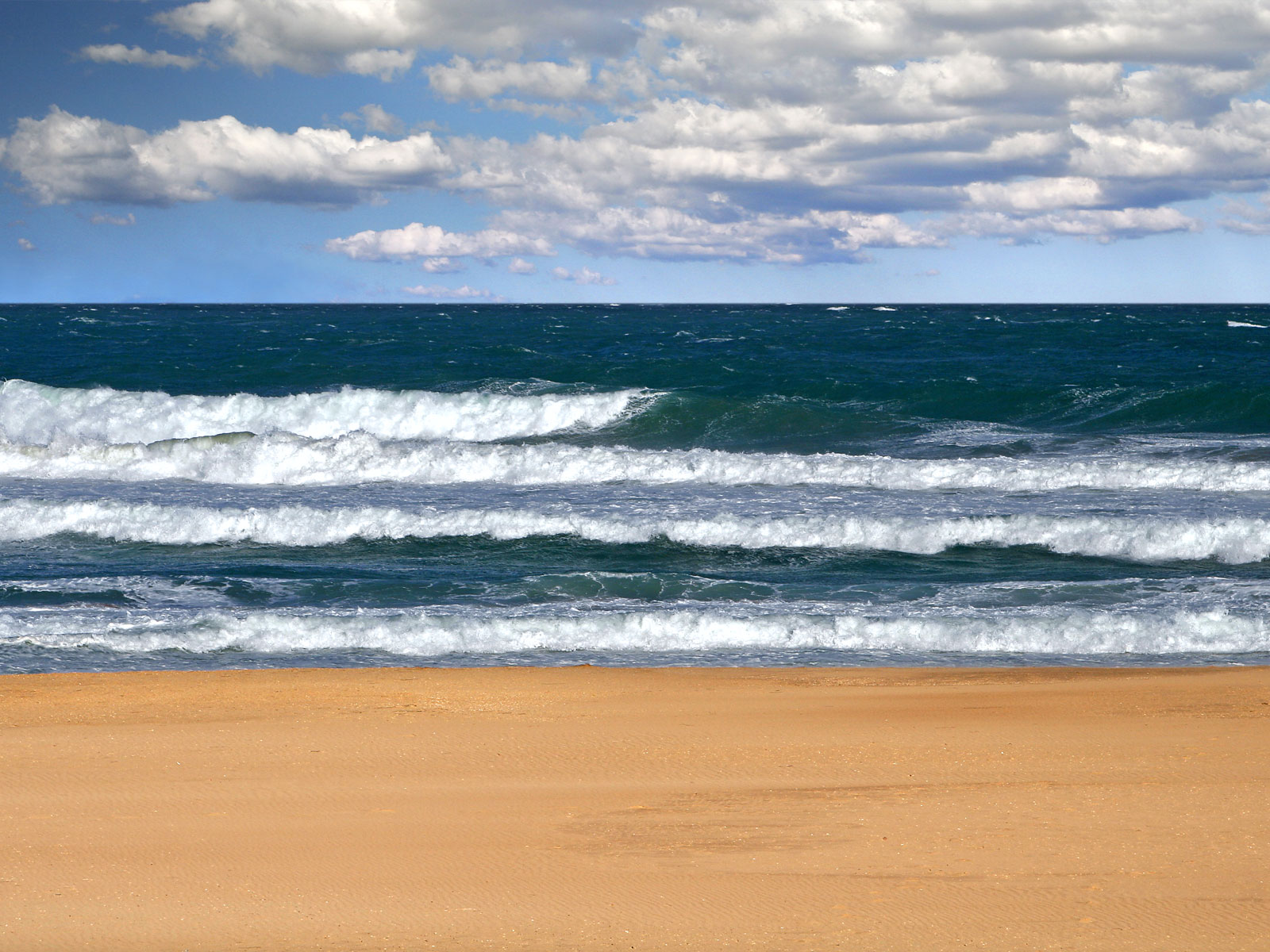
الشاطئ مشهد على الأرض، يظهر في وقت واحد الغلاف الصخري (الأرض) والغلاف المائي (المحيط) والغلاف الجوي (الهواء)

مصطلح «المحيط الحيوي» أو بيوسفير (باليونانية βίος bíos) و (σφαῖρα المجال)، المعروف أيضا باسم المحيط (باليونانية οἶκος)، صاغه الجيولوجي إدوارد سويس في عام 1875، والذي عرفه بأنه المكان على سطح الأرض حيث يسكن الحياة.
في حين أن المفهوم له أصل جيولوجي، إلا أنه مؤشر على تأثير كليهما تشارلز داروين وماثيو ف. موري على ال علوم الأرض. السياق البيئي للمحيط الحيوي يأتي من 1920 (انظر فلاديمير فيرنادسكي)، قبل إدخال مصطلح 1935 "النظام البيئي"العالم آرثر تانسلي (انظر تاريخ البيئة). فيرنادسكي تعريف علم البيئة كما علم المحيط الحيوي. وهو متعدد التخصصات مفهوم التكامل علم الفلك والجيوفيزياء والأرصاد الجوية والجغرافيا الحيوية والتطور والجيولوجيا والجيوكيمياء والهيدرولوجيا وبصفة عامة، كل علوم الحياة والأرض.

### تعريف ضيق
يعرف الجيوكيميائيون المحيط الحيوي بأنه المجموع الكلي للكائنات الحية ("الكتلة الحيوية"أو"بيوتا"كما أشار علماء الأحياء وعلماء البيئة). بهذا المعنى، فإن المحيط الحيوي ليس سوى واحد من أربعة مكونات منفصلة للنموذج الجيوكيميائي، والثلاثة الأخرى هي الغلاف الأرضي, الغلاف المائي، والغلاف الجوي. عندما يُجْمَع بين هذه المجالات المكونة الأربعة في نظام واحد، فإنه يعرف باسم المحيط. وقد صاغ هذا المصطلح خلال 1960 ويشمل كلا من المكونات البيولوجية والفيزيائية للكوكب.
المؤتمر الدولي الثاني حول أنظمة الحياة المغلقة بيوسفيريكس كما العلم والتكنولوجيا من النظير ونماذج من الأرض المحيط الحيوي؛ أي المحيط الحيوي الاصطناعي الشبيه بالأرض. قد يشمل البعض الآخر إنشاء محيطات حيوية اصطناعية غير أرضية-على سبيل المثال، محيطات حيوية محورها الإنسان أو مواطن المريخ المحيط الحيوي-كجزء من موضوع بيوسفيريكس. 

## المحيط الحيوي للأرض

### العمر

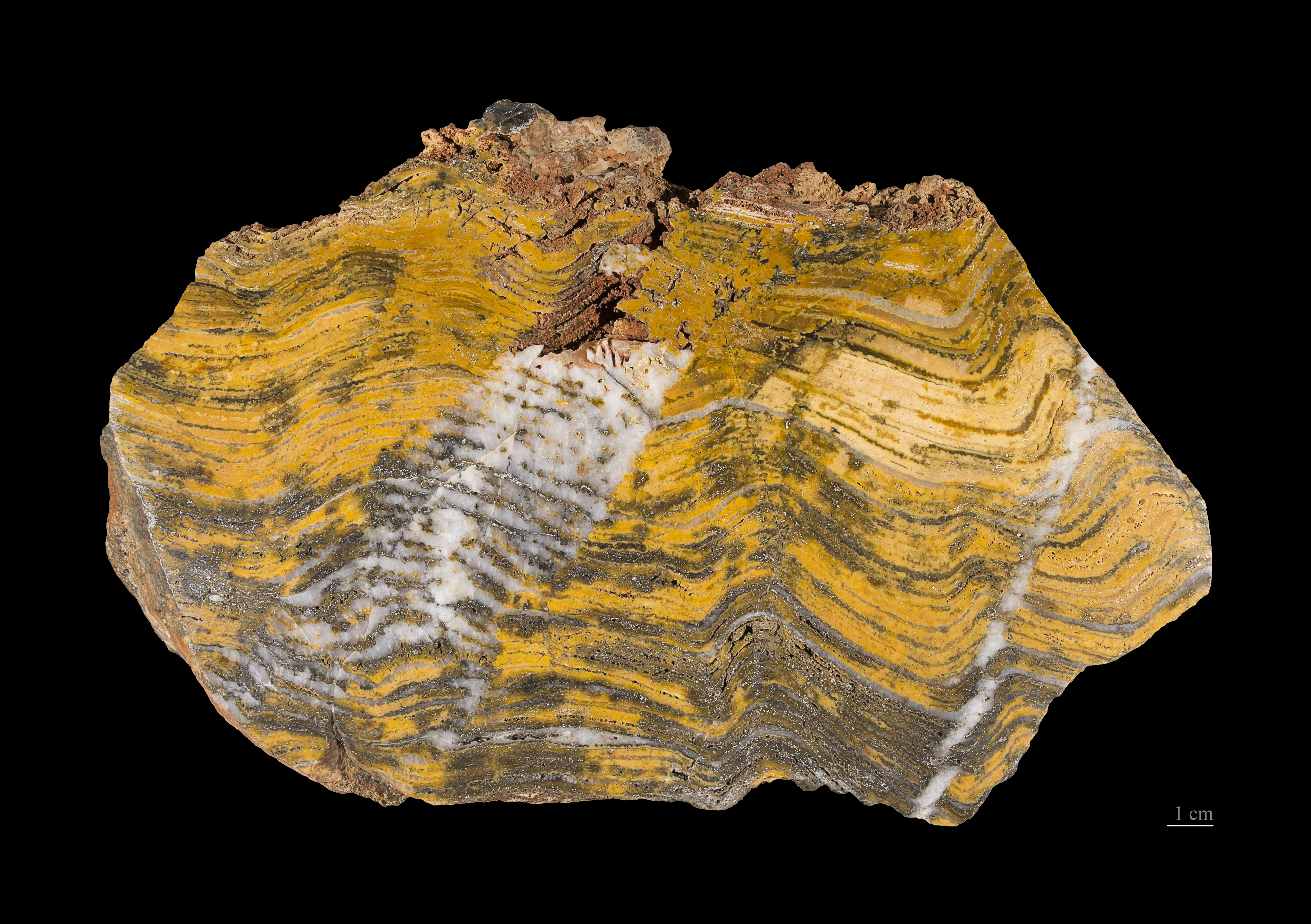
حفرية ستروماتوليت تقدر بعمر 3.2-3.6 مليار سنة

أقرب دليل ل الحياة على الأرض يشمل بيوجينيك الجرافيت وجدت في 3.7 مليار سنة الصخور الرسوبية المتحولة من غرب جرينلاند وحصيرة الميكروبية الحفريات وجدت في 3.48 مليار سنة الحجر الرملي من أستراليا الغربية. في الآونة الأخيرة، في عام 2015، «بقايا الحياة الحيوية» عُثِرَ عليها في 4.1 صخور عمرها مليار عام في غرب أستراليا. في عام 2017، متحجر مفترض الكائنات الدقيقة (أو الأحافير الدقيقة أُعْلِنَ عن اكتشافه في ترسب التهوية الحرارية المائية في الحزام نوففواجيتوق من كيبيك، كندا التي كانت قديمة قدم 4.28 مليار سنة، أقدم سجل للحياة على الأرض، مما يشير إلى «ظهور فوري تقريبا للحياة» بعد تكوين المحيطات قبل 4.4 مليار سنة، ولم يمض وقت طويل بعد تشكيل الأرض 4.54 قبل مليار سنة. وفقا لعالم الأحياء ستيفن بلير هيدجز، «إذا نشأت الحياة بسرعة نسبية على الأرض ثم يمكن أن يكون شائعا في الكون.»

### المدى

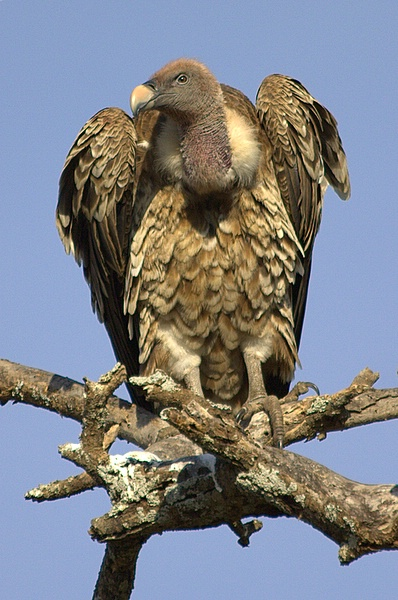
نسر ركبل

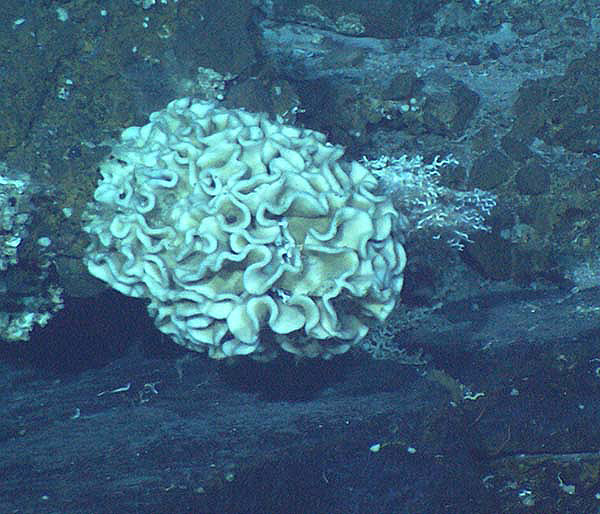
زينوفيوفور، كائن حي باروفيليك ، من غالاباغوس المتصدع.

كل جزء من الكوكب، من المناطق القطبية الجليدية إلى خط الاستواء، ملامح الحياة من نوع ما موجودة في غالبية المناطق. التطورات الحديثة في الميكروبيولوجيا قد أثبتت أن الميكروبات تعيش عميقا تحت سطح الأرض، وأن الكتلة الإجمالية للحياة الميكروبية في ما يسمى ب «مناطق غير صالحة للسكن» في الكتلة الحيوية، تتجاوز كل الحياة الحيوانية والنباتية على السطح. من الصعب قياس السماكة الفعلية للمحيط الحيوي على الأرض. الطيور تطير عادة على ارتفاعات عالية مثل 1,800 متر (5,900 قدم؛ 1.1 ميل) والأسماك تعيش بقدر 8,372 متر (27,467 قدم؛ 5.202 ميل) تحت الماء في خندق بورتو ريكو.
هناك أمثلة أكثر تطرفًا للحياة على هذا الكوكب: عُثِّر على نسر روبل على ارتفاعات 11,300 متر (37,100 قدم؛ 7.0 ميل)؛ يهاجر الأوز ذو الرأس العريض على ارتفاعات لا تقل عن 8,300 متر (27,200 قدم؛ 5.2 ميل)؛ تعيش الياك على ارتفاعات تصل إلى 5,400 متر (17,700 قدم؛ 3.4 ميل) فوق مستوى سطح البحر؛ يعيش الماعز الجبلي 3,050 متر (10,010 قدم؛ 1.90 ميل). تعتمد الحيوانات العاشبة في هذه المرتفعات على الأشنات والأعشاب والأعشاب.
تعيش أشكال الحياة في كل جزء من المحيط الحيوي للأرض، بما في ذلك التربة والينابيع الساخنة وداخل الصخور على الأقل 12 ميل (19 كـم) تحت الأرض، وأعمق أجزاء المحيط، وما لا يقل عن 40 ميل (64 كـم) عالية في الغلاف الجوي. وقد لوحظ أن الكائنات الحية الدقيقة، في ظل ظروف اختبار معينة، تعيش في فراغ الفضاء الخارجي. تقدر الكمية الإجمالية للتربة والكربون البكتيري الجوفي بـ 5 × 10 17 جم، أو «وزن المملكة المتحدة». كتلة الكائنات الحية الدقيقة بدائيات النوى التي تشمل البكتيريا والعتائق، ولكن ليس الكائنات الدقيقة النواة النواة قد تصل إلى 0.8 تريليون طن من الكربون (من إجمالي كتلة المحيط الحيوي، تقدر بين 1 و4 تريليون طن). عُثِرَ على الميكروبات البحرية المحبة للباروفيليا 10,000 متر (33,000 قدم؛ 6.2 ميل) في خندق ماريانا، أعمق بقعة في محيطات الأرض. في الواقع، عُثِرَ على أشكال الحياة أحادية الخلية في أعمق جزء من خندق ماريانا، بواسطة تشالنجر ديب، على أعماق 11,034 متر (36,201 قدم؛ 6.856 ميل). أفاد باحثون آخرون بدراسات ذات صلة بأن الكائنات الحية الدقيقة تزدهر داخل الصخور حتى 580 متر (1,900 قدم؛ 0.36 ميل) تحت قاع البحر تحت 2,590 متر (8,500 قدم؛ 1.61 ميل) من المحيط قبالة سواحل شمال غرب الولايات المتحدة،  وكذلك 2,400 متر (7,900 قدم؛ 1.5 ميل) تحت قاع البحر قبالة اليابان. اُسْتُخْرِجَت الميكروبات المحبة للحرارة القابلة للزراعة من النوى التي تم حفر أكثر من 5,000 متر (16,000 قدم؛ 3.1 ميل) في القشرة الأرضية في السويد،  من الصخور بين 65–75 °م (149–167 °ف). تزداد درجة الحرارة مع زيادة العمق في القشرة الأرضية. يعتمد معدل ارتفاع درجة الحرارة على العديد من العوامل، بما في ذلك نوع القشرة (القارية مقابل المحيطية)، ونوع الصخور، والموقع الجغرافي، وما إلى ذلك. أعلى درجة حرارة معروفة يمكن أن توجد فيها الحياة الميكروبية هي 122 °م (252 °ف)، ومن المحتمل أن حدود الحياة في «المحيط الحيوي العميق» تُحَدَّدُ بواسطة درجة الحرارة بدلاً من العمق المطلق. في 20 أغسطس 2014، أكد العلماء وجود الكائنات الحية الدقيقة التي تعيش 800 متر (2,600 قدم؛ 0.50 ميل) تحت جليد القارة القطبية الجنوبية. وفقًا لأحد الباحثين، «يمكنك العثور على الميكروبات في كل مكان فهي قابلة للتكيف للغاية مع الظروف، وتعيش أينما كانت.» 
ينقسم المحيط الحيوي على الأرض إلى عدد من المناطق الأحيائية، يسكنها نباتات وحيوانات متشابهة إلى حد ما، تُفْصَل المناطق الأحيائية بشكل أساسي عن طريق خطوط العرض. تعد المناطق الأحيائية الأرضية الواقعة داخل دوائر القطب الشمالي والقطب الجنوبي جرداء نسبيًا من الحياة النباتية والحيوانية، بينما تقع معظم المناطق الأحيائية الأكثر اكتظاظًا بالسكان بالقرب من خط الاستواء.

## البيوسفير الاصطناعي

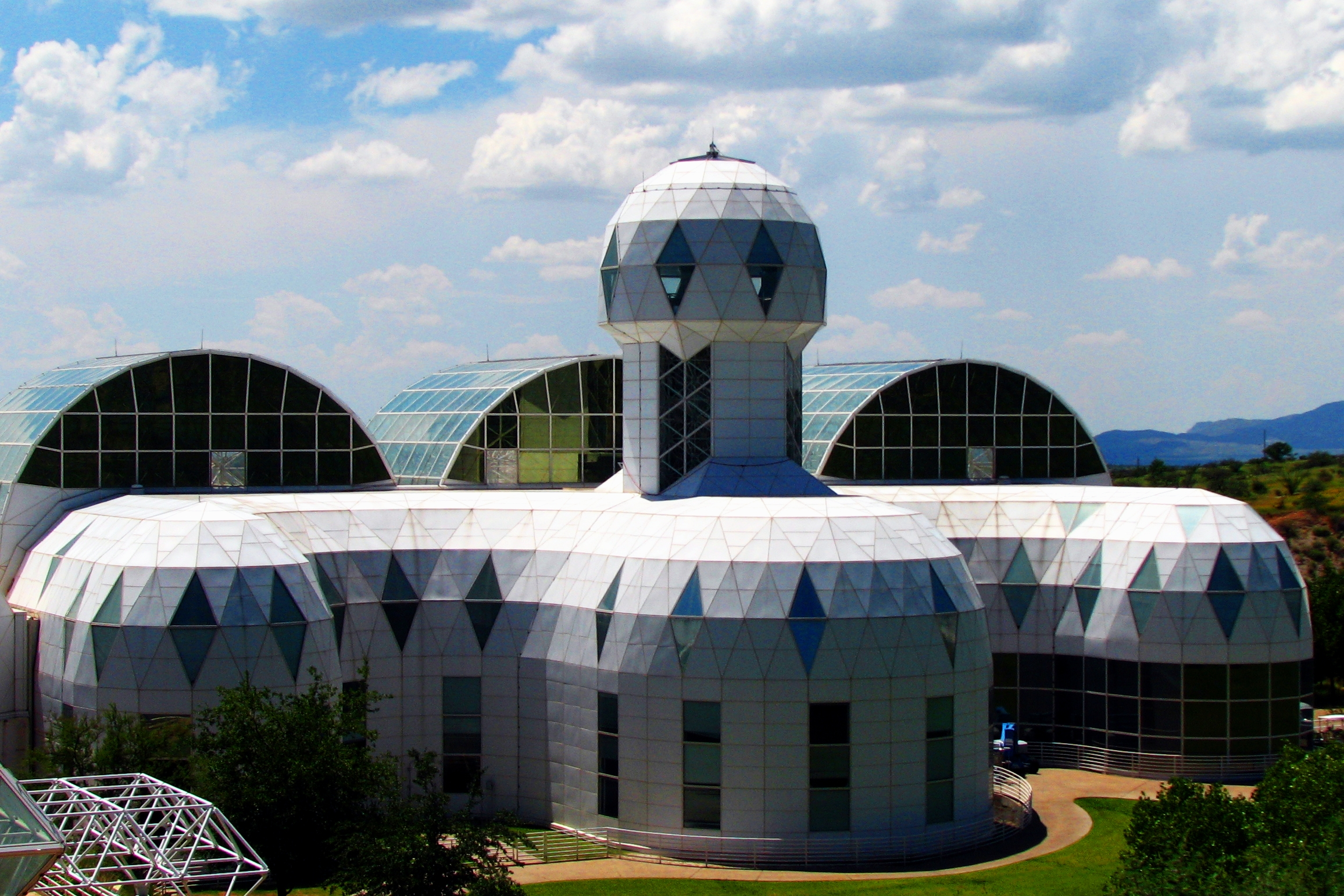
المحيط الحيوي 2 في ولاية أريزونا.

أُنْشِئَت المحيطات الحيوية التجريبية، والتي تسمى أيضًا الأنظمة البيئية المغلقة، لدراسة النظم البيئية وإمكانية دعم الحياة خارج الأرض. وتشمل هذه المركبات الفضائية والمختبرات الأرضية التالية:
- بيوسفير 2 في ولاية أريزونا، الولايات المتحدة، 3.15 فدان (13000 م 2).
- بيوسفير1 وبيوسفير 2 وبيوسفير 3 في معهد الفيزياء الحيوية في كراسنويارسك، سيبيريا، في ما كان يُعرف آنذاك بالاتحاد السوفيتي.[37]
- بيوسفيرJ (مرافق تجربة البيئة المغلقة)، تجربة في اليابان.[38][39]
- نظام دعم الحياة الإيكولوجي الجزئي البديل (ميليسيا) في جامعة برشلونة المستقلة

## المحيط الحيوي خارج كوكب الأرض
لم يُكْتَشَف أي غلاف حيوي خارج الأرض؛ لذلك، يظل وجود الغلاف الحيوي خارج كوكب الأرض أمرًا افتراضيًا. تقترح فرضية الأرض النادرة أنها يجب أن تكون نادرة جدًا، باستثناء الكائنات التي تتكون من الحياة الميكروبية فقط. من ناحية أخرى، قد تكون نظائر الأرض كثيرة جدًا، على الأقل في مجرة درب التبانة، نظرًا للعدد الكبير من الكواكب. ثلاثة من الكواكب المكتشفة تدور حول ترابيست-1 يمكن أن تحتوي على الغلاف الحيوي. بالنظر إلى الفهم المحدود للتكوين التلقائي، فمن غير المعروف حاليًا ما هي النسبة المئوية لهذه الكواكب التي تطور بالفعل محيطًا حيويًا.
بناءً على الملاحظات التي أجراها فريق تلسكوب كبلر الفضائي، فقد حُسِبَ أنه بشرط أن يكون احتمال التولد الذاتي أعلى من 1 إلى 1000، يجب أن يكون أقرب محيط حيوي غريب في غضون 100 سنة ضوئية من الأرض.
من الممكن أيضًا إنشاء مناطق حيوية اصطناعية في المستقبل، على سبيل المثال مع إعادة تشكيل المريخ.

## روابط خارجية
- مقال عن المحيط الحيوي في موسوعة الأرض
- GLOBIO.info ، برنامج مستمر لرسم خرائط للآثار الماضية والحالية والمستقبلية للأنشطة البشرية على المحيط الحيوي
- مقابلة بول كروتزن ، مقطع فيديو مجاني لبول كروتزن الحائز على جائزة نوبل لعمله على تحلل الأوزون وهو يتحدث إلى هاري كروتو الحائز على جائزة نوبل من قبل فيجا ساينس تراست.
- أطلس المحيط الحيوي